# Чемпионат мира по академической гребле 1988
18-й чемпионат мира по академической гребле прошёл с 3 по 6 августа 1988 года на озере Идроскало близ Милана (Италия). Так как в этом году проводились Олимпийские игры в Сеуле, разыгрывались только 7 комплектов наград в неолимпийских дисциплинах, в которых используются лодки лёгкого веса.

## Медалисты

### Мужчины
| Дисциплина              | Золото | Золото  | Серебро | Серебро | Бронза | Бронза  |
| ----------------------- | --- | ------- | --- | ------- | --- | ------- |
| Одиночки LM1x           | Альвин Оттен ФРГ | 7:05,60 | Франс Гёбель Нидерланды | 7:09,86 | Руджеро Веррока Италия | 7:10,57 |
| Двойки парные LM2x      | Италия · Энрико Гандола · Франческо Эспозито | 6:30,42 | ФРГ Хартмут Шефер Роланд Эренфельс | 6:32,83 | Нидерланды · Тео Ньивебур · Ян ван Беккум | 6:33,61 |
| Четвёрки распашные LM4- | Италия · Мауро Торта · Дарио Лонгин · Массимо Лана · Нерио Джанотти | 6:09,48 | Великобритания · Робин Уильямс · Николас Хоу · Ричард Меткалф · Майкл Дизеренс                                                                  | 6:13,31 | ФРГ Томас Пальм Эрик Ринг Герд Майер Себастьян Франке | 6:15,98 |
| Восьмёрки LM8+          | Италия · Альфредо Стриани · Андреа Ре · Стефано Шпремберг · Маурицио Лози · Фабрицио Равази · Энрико Барбаранелли · Сабино Белломо · Витторио Торчеллан · Луиджи Вилотти (рул) | 5:43,35 | США · Джеффри Пфендтнер · Майкл Тачен · Люк Нельсон · Джон Ирвайн · Том Уайт · Эдвард Хьюитт · Тим Хауэлл · Тим О’Брайен · Майкл О’Горман (рул) | 5:45,88 | Дания · Петер Лунд · Бо Вестергор · Нильс Хенриксен · Йеспер Ведель · Флемминг Мейер · Ларс Расмуссен · Вагн Нильсен · Свенд Блицков · Стефан Мастерс (рул) | 5:46,05 |

### Женщины
| Дисциплина              | Золото                                                        | Золото  | Серебро                                                                       | Серебро | Бронза                                                      | Бронза  |
| ----------------------- | ------------------------------------------------------------- | ------- | ----------------------------------------------------------------------------- | ------- | ----------------------------------------------------------- | ------- |
| Одиночки LW1x           | Кристин Карлсон США                                           | 7:45,25 | Ангела Шустер ФРГ                                                             | 7:48,13 | Мария Сава Румыния                                          | 7:48,62 |
| Двойки парные LW2x      | Нидерланды · Лаурин Вермульст · Эллен Мелиси                  | 7:11,85 | Франция · Кристин Льежуа · Алин Пейра                                         | 7:14,87 | Великобритания · Джиллиан Бонд · Кэролайн Лукас             | 7:15,94 |
| Четвёрки распашные LW4- | Китай · Цзэн Мэйлань · Чжан Хуацзе · Линь Чжиай · Лян Саньмэй | 6:51,47 | Австралия · Бриджид Касселлс · Лиэнн Уайтхаус · Марина Кейд · Джастин Кэрролл | 6:54,98 | ФРГ Кристиане Циммер Клаудия Энгельс Соня Петри Катрин Шмак | 6:56,67 |

## Командный зачёт
| Место | Страна         | Золото | Серебро | Бронза | Всего |
| ----- | -------------- | ------ | ------- | ------ | ----- |
| 1     | Италия         | 3      | 0       | 1      | 4     |
| 2     | ФРГ            | 1      | 2       | 2      | 5     |
| 3     | Нидерланды     | 1      | 1       | 1      | 3     |
| 4     | США            | 1      | 1       | 0      | 2     |
| 5     | Китай          | 1      | 0       | 0      | 0     |
| 6     | Великобритания | 0      | 1       | 1      | 2     |
| 7     | Австралия      | 0      | 1       | 0      | 1     |
| 7     | Франция        | 0      | 1       | 0      | 1     |
| 9     | Дания          | 0      | 0       | 1      | 1     |
| 9     | Румыния        | 0      | 0       | 1      | 1     |
| Всего | Всего          | 7      | 7       | 7      | 21    |

 Страна — хозяйка соревнований